# Ischnochiton feliduensis
Ischnochiton feliduensis är en blötdjursart som beskrevs av E.A. Smith 1903. Ischnochiton feliduensis ingår i släktet Ischnochiton och familjen Ischnochitonidae.
Artens utbredningsområde är Maldiverna. Inga underarter finns listade i Catalogue of Life.